# Zoológico Valle del Emperador
El Zoológico Valle del Emperador (en inglés: Emperor Valley Zoo) es el principal zoológico en Trinidad y Tobago. Se encuentra al norte del Parque Savannah de la Reina y al oeste de los Jardines Botánicos en Puerto España, la capital nacional.
El zoológico fue abierto el 8 de noviembre de 1952 por el Gobernador Sir Hubert Rance. En ese momento, había 10 cajas que contenían 127 especies animales, principalmente indígenas. Ahora cuenta con una colección de más de 2000 individuos y más de 200 especies.
El zoológico fue llamado así por la especie "emperador azul", o mariposa Morpho, que una vez frecuentó el valle en que se encuentra el zoológido. Cubre 7,2 hectáreas, con gran parte de la flora original en estado intacto.
Hay tanto animales locales como extranjeros: leones, ocelotes, guacamayos, loros y muchos más incluyendo serpientes, caimanes, aves de caza y otros. Las categorías incluyen pequeños mamíferos, gatos grandes, una casa de reptiles, acuarios, un parque de ciervos, primates y estanques.